# Marcia (Großmutter Caesars)
Marcia entstammte der altrömischen Familie der Marcii Reges und war die Großmutter väterlicherseits von Gaius Iulius Caesar, da dieser 68 v. Chr. in seiner Begräbnisrede auf seine Tante Iulia erwähnte, dass die Mutter der Verstorbenen zur Familie der Marcii Reges gehört hatte. Nach einer Vermutung des Althistorikers Friedrich Münzer könnte Marcia eine Schwester oder Tochter des Stadtprätors von 144 v. Chr., Quintus Marcius Rex, gewesen sein.